# Information Society (álbum)
Information Society es el primer álbum del grupo homónimo norteamericano de Techno Pop. Dicho álbum fue producido por Fred Maher, Paul Robb y Kevin Laffey y publicado por "Tommy Boy" para "Reprise" en 1988. A su vez, el álbum llegó al puesto 25 de Billboard en los Estados Unidos en 1988, mientras que el tema "What's on Your Mind (Pure Energy)" llegó al puesto 3 de singles también de Billboard. Dicha canción incluye un sampler de la serie "Star Trek".

## Canciones
1. "What's on Your Mind (Pure Energy)" (Paul Robb/Kurt Valaquen) - 4:33.
2. "Tomorrow" (Paul Robb/Amanda Kramer/Kurt Valaquen) - 4:08.
3. "Lay All Your Love on Me" (Benny Andersson/Bjorn Ulvaeus) - 3:39.
4. "Repetition" (Paul Robb) - 4:32.
5. "Walking Away" (Paul Robb) - 5:01.
6. "Over the Sea" (Kurt Valaquen) - 3:53.
7. "Attitude" (Paul Robb/Kurt Valaquen) - 4:11.
8. "Something in the Air" (Paul Robb) - 4:53.
9. "Running" (M. Konar) - 7:41.
10. "Make It Funky" (Paul Robb) - 1:11.

## Músicos
- Paul Robb: Teclados y programación.
- Amanda Kramer: Teclados y programación.
- James Cassidy: Teclados, bajo y programación.
- Kurt Valaquen: Teclados, programación y voces.
- Eliza: Voces en "Make It Funky".